# اکسس بنک
اکسس بنک (انگلیسی: Access Bank) شرکت خدمات مالی و بانکداری نیجریه‌ای است، که در سال ۱۹۸۹ تأسیس شد.